# Mariana Pimentel
Mariana Pimentel es un municipio brasileño del estado de Rio Grande do Sul.

## Paleontología
Esta ciudad pertenece a geoparque de Paleorrota.